# Luca Toni
Luca Toni (Pavullo nel Frignano, 26 maggio 1977) è un ex calciatore italiano, di ruolo attaccante. Con la nazionale italiana è diventato campione del mondo nel 2006.
Considerato uno dei migliori centravanti italiani della sua generazione, è salito alla ribalta nazionale con il Palermo, con cui ha vinto un campionato di Serie B nella stagione 2003-2004 e il titolo di miglior marcatore del torneo cadetto di quell'anno. Nel 2005 si è trasferito alla Fiorentina, dove ha militato per due stagioni ed è diventato il primo giocatore italiano a vincere la Scarpa d'oro, ottenuta dopo il titolo di miglior marcatore di Serie A nel campionato 2005-2006. Nel 2007 è stato acquistato dal Bayern Monaco, con cui ha conquistato un campionato tedesco, una Coppa di Germania e una Coppa di Lega tedesca nella stagione 2007-2008, oltre a vincere un titolo di capocannoniere di Bundesliga (2007-2008) e di Coppa UEFA (2007-2008). Dopo alcune esperienze in Italia e all'estero, ha chiuso la carriera nel Verona, vincendo un altro titolo di miglior marcatore di Serie A nella stagione 2014-2015, che lo rende il più anziano capocannoniere della storia della Serie A (38 anni e 4 giorni) e unico con la maglia dell'Hellas Verona.
Con la nazionale italiana, dal 2004 al 2009, ha partecipato a un campionato mondiale (2006), vincendolo, un campionato europeo (2008) e una Confederations Cup (2009).

## Biografia
Nato a Pavullo nel Frignano, è originario di Stella, frazione di Serramazzoni. È legato sentimentalmente dal 2003 alla modella Marta Cecchetto, con la quale si è sposato il 9 settembre 2017 tra le colline toscane vicino Fiesole e dalla quale ha avuto i figli Bianca, nata il 20 giugno 2013, e Leonardo, nato il 30 luglio 2014; il 1º giugno 2012 il primogenito della coppia è nato morto.
Nel 2019 ha esplicitato idee politiche di centro-destra e si è detto essere un sostenitore di Matteo Salvini, partecipando attivamente a iniziative elettorali del segretario della Lega.

### Vicende giudiziarie
Per non aver pagato la tassa ecclesiastica, nel 2007, in vigore in Germania, il 25 marzo 2015 è condannato al versamento di 1,7 milioni di euro (debito di 1,5 milioni più 200.000 euro di interessi); a seguito del ricorso, il 23 dicembre 2015, la Corte d'appello di Monaco di Baviera ha condannato con sentenza definitiva i suoi commercialisti tedeschi, riconosciuti colpevoli di non averlo adeguatamente informato, a corrispondere a Toni 1,25 milioni di euro come risarcimento danni, riducendo così la somma dovuta dal calciatore a 450.000 euro.

### Nella cultura di massa
Nel 2009, mentre giocava nel Bayern Monaco, gli è stata dedicata la canzone Numero Uno, interpretata da Matze Knop, conduttore televisivo tedesco. La canzone in Germania è diventata un tormentone rimanendo in classifica per nove settimane.
Nel 2011 recita nel videoclip Eroi della band emiliana Controtempo, interpretando il ruolo di allenatore di una squadra di atleti disabili.

## Caratteristiche tecniche
Toni era una prima punta forte fisicamente, abile nel gioco aereo e nel proteggere il pallone. Dotato di grande carisma, tirava bene con entrambi i piedi ed era un ottimo realizzatore. Ha eseguito nel corso della sua carriera anche diversi gol in acrobazia.
Era noto anche per il caratteristico gesto con il quale esultava ogni volta che segnava un gol, che consisteva nel ruotare la mano destra a coppa in senso orario in prossimità dell'orecchio destro, movimento nato quando militava nelle file del Palermo.

## Carriera

### Giocatore

#### Club

##### Gli inizi
Dopo una stagione alle Officine Meccaniche Frignanesi (1990-1991), Toni crebbe nelle giovanili del Modena dove, a 13 anni, nella squadra Giovanissimi venne allenato dal brasiliano Chinesinho, già campione d'Italia con la Juventus.
Con i modenesi ha anche esordito in prima squadra il 19 marzo 1995, in Serie C1, in Alessandria-Modena (1-1), nella seconda parte dell'annata 1994-1995 per decisione dell'allenatore Luigi Mascalaito. In totale, raccolse 7 presenze, segnando 2 reti che erano state una doppietta realizzata in casa del Fiorenzuola (2-2), suo futuro club. Il Modena fu però costretto, al termine della stagione regolare, ad arrendersi alla legge dei play-out per non retrocedere. Toni prese parte anche alle due partite degli spareggi, disputati contro la Massese (0-2 a Modena e 2-2 a Massa, con un altro gol), non riuscendo a evitare il declassamento, tuttavia annullato, grazie al ripescaggio dopo l'esclusione del Crevalcore. Nel 1995-1996, confermato in vista del successivo torneo di C1, ottiene la permanenza con un bottino personale di 5 marcature.
Passa quindi, in compartecipazione, al neopromosso Empoli in Serie B (3 partite nella Serie B 1996-1997, con il primo gol realizzato nei cadetti nella partita pareggiata 1-1 contro il Ravenna), che poi avrebbe ottenuto una seconda promozione consecutiva in Serie A con Luciano Spalletti in panchina.
Definitivamente riscattato dai toscani, nel 1997, a 20 anni, passa al Fiorenzuola, sempre con la formula della compartecipazione, ritornando in Serie C1 e disputando 26 partite con 2 gol; è spesso relegato a riserva da Alberto Cavasin e, a causa della stagione negativa, medita il ritiro dal calcio.
Nel 1998 andò in comproprietà alla Lodigiani, in Serie C1. Voluto dal dirigente Rinaldo Sagramola, con la squadra romana allenata dal tecnico Guido Attardi siglò 15 gol in 31 partite di campionato. Dopo questa buona stagione, l'Empoli lo riscattò per 600 milioni di lire e lo cedette al Treviso in Serie B, dove nella stagione 1999-2000 avvenne la sua esplosione a livello nazionale e realizzò 15 gol in 35 presenze.

##### Vicenza

Toni in azione al Vicenza nella stagione 2000-2001

Gli furono quindi aperte le porte della massima serie e fu acquistato dal neopromosso Vicenza, voluto ancora una volta da Sagramola, nel frattempo passato anche lui in biancorosso. L'esordio in Serie A è avvenuto il 1º ottobre 2000, a 23 anni, nella partita persa contro il Milan per 2-0. Nella sua stagione di esordio ha segnato 9 gol in 31 partite, che comunque non sono bastati alla squadra veneta per evitare la retrocessione.

##### Brescia
Nel luglio del 2001 passò al Brescia per 30 miliardi di lire e fu l'acquisto più costoso nella storia del Brescia. Con i lombardi allenati da Carlo Mazzone è rimasto due anni, disputando una buona prima stagione condita da 13 gol, mentre la seconda si conclude con un misero bottino di 2 gol e un lungo infortunio. Il suo bilancio finale nei campionati disputati con le rondinelle è di 15 reti in 44 partite.

##### Palermo

Toni esulta per il Palermo nella stagione 2003-2004

Acquistato dal Palermo del Presidente Zamparini nel giugno del 2003, ad appena 26 anni accetta di scendere di categoria, dato che la squadra doveva disputare il campionato di Serie B. Di questo torneo è stato capocannoniere con 30 gol in 45 partite, aiutando la squadra siciliana a essere promossa nel massimo livello con il primo posto nella Serie B 2003-2004; dei rosanero diventa il giocatore più prolifico in una singola stagione.
Con i siciliani ha disputato anche l'edizione seguente in Serie A, segnando 20 gol in 35 partite e contribuendo in maniera fondamentale alla conquista del 6º posto finale in classifica, a qualificarsi quindi per la Coppa UEFA. In questa stagione è riuscito inoltre a confermarsi nella massima serie. Frattanto era entrato nel giro della rappresentativa nazionale.

##### Fiorentina

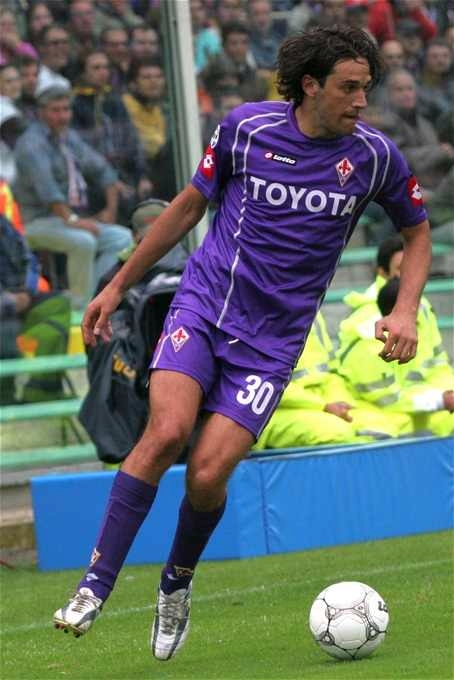
Toni in azione con la Fiorentina nella stagione 2005-2006

Nell'estate del 2005 passa dal Palermo alla Fiorentina per 10 milioni di euro. Il 27 agosto, giorno del suo esordio, segna su calcio di rigore il suo primo gol con la maglia viola, contribuendo alla vittoria sulla Sampdoria per 2-1. Nel gennaio 2006 si aggiudica il Telegatto come miglior sportivo.
A fine stagione si laurea capocannoniere del campionato con 31 gol, superando il record di gol in una sola stagione nella Fiorentina di Kurt Hamrin e Gabriel Omar Batistuta che si fermarono a quota 26; vince la Scarpa d'oro, divenendo il primo italiano in assoluto a vincerla. I viola arrivano quarti in campionato (74 punti), ma dopo la sentenza post Calciopoli terminano noni a 44 punti (-30).
La stagione successiva accusa qualche fastidio fisico, che lo costringe a saltare diverse partite. Realizza comunque 16 reti in 29 presenze.

##### Bayern Monaco
Il 30 maggio 2007 si trasferisce alla società tedesca del Bayern Monaco per 11 milioni di euro. A 30 anni lascia dunque l'Italia e viene presentato alla stampa l'8 giugno, insieme al futuro compagno e nuovo acquisto del Bayern Franck Ribéry. L'esordio di Toni in Bundesliga con il Bayern Monaco avviene l'11 agosto contro l'Hansa Rostock, in cui segna, al 13', il suo primo gol in Germania, contribuendo al 3-0 finale. Il 20 settembre esordisce anche nelle coppe europee, giocando in Coppa UEFA contro il Belenenses; in questa gara segna l'unico gol che consente al Bayern di vincere la partita. Sempre in Coppa UEFA risulta decisivo nei quarti di finale, il 10 aprile 2008, contro il Getafe: segna nel secondo tempo supplementare il terzo gol per il Bayern Monaco che consegna nei minuti finali la qualificazione ai bavaresi, sconfitti poi in semifinale.

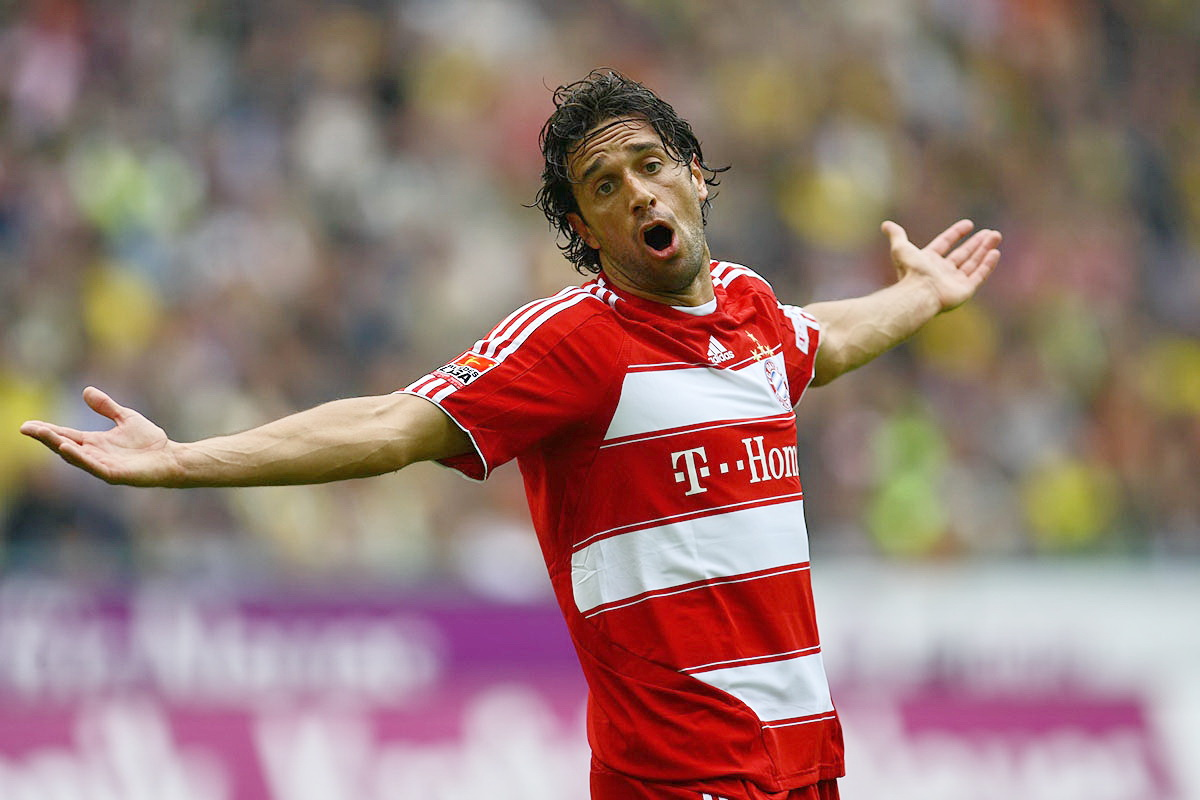
Toni al nella stagione 2008-2009

Il 19 aprile 2008 segna una doppietta che risulta decisiva nella finale della Coppa di Germania contro il Borussia Dortmund. Alla vigilia di questa partita l'allenatore Ottmar Hitzfeld lo definisce «un animale da gol che non vuole mai riposare». Il 4 maggio 2008, grazie allo 0-0 contro il Wolfsburg, il Bayern Monaco diventa campione di Germania. Chiude la stagione laureandosi capocannoniere della Bundesliga con 24 reti e della Coppa UEFA con 10 reti (39 reti totali, tra campionato, coppa UEFA e coppa di Germania).
Nella stagione successiva assomma 25 presenze e 14 reti in campionato, 2 (1) in Coppa di Germania e 8 (3) in Champions League.
Infortunato per tutto il precampionato dell’estate 2009, il 18 settembre è sceso in campo con la seconda squadra militante in terza serie, che ha perso per 5-0 contro lo Jahn Regensburg. Tra settembre e dicembre 2009 collezionerà solo 8 presenze totali e 1 gol, anche a causa di un rapporto conflittuale con l'allenatore Louis Van Gaal.

##### Roma
Il 31 dicembre 2009 il Bayern Monaco, che a fine stagione vince campionato e coppa nazionale, ufficializza il passaggio del giocatore in prestito gratuito, sino al 30 giugno 2010, alla Roma. Esordisce con la formazione capitolina il 6 gennaio 2010, subentrando a Mirko Vučinić negli ultimi minuti della gara di campionato Cagliari-Roma. Il 17 gennaio 2010 segna una doppietta contro il Genoa, ovvero i suoi primi gol in giallorosso. Chiude la stagione con 5 gol complessivi, tra cui uno all’Inter sotto la Curva Sud (2-1) in un match molto importante nella lotta scudetto. Gioca da titolare la finale di Coppa Italia persa per 1-0 contro i nerazzurri.
Rientrato al Bayern Monaco per fine prestito, il 16 giugno 2010 risolve consensualmente il suo contratto con i tedeschi.

##### Genoa
Il 6 luglio 2010 il Genoa lo acquisisce a titolo definitivo dal Bayern Monaco: Toni firma un contratto con la squadra rossoblù per circa 4 milioni di euro a stagione, ingaggio che ne fece, all'epoca, il giocatore più pagato nella storia del club.
Segna il suo primo gol con la maglia del Genoa a Parma su calcio di rigore nella 3ª giornata di campionato disputata il 19 settembre 2010. Il 20 ottobre realizza una doppietta in Coppa Italia contro il Grosseto Calcio e, il 24 novembre successivo, contro il Vicenza. Rimasto al Genoa fino al gennaio 2011, coi rossoblù scende in campo per un totale di 16 volte in campionato e due volte in Coppa Italia, realizzando complessivamente sette gol.
È sottoposto a contestazioni dal pubblico genoano e dal Presidente Enrico Preziosi. Quest'ultimo, pubblicamente, a mezzo stampa nazionale, dichiara a fine anno: «Un voto a Toni? 3. Come i gol fatti in campionato.».

##### Juventus

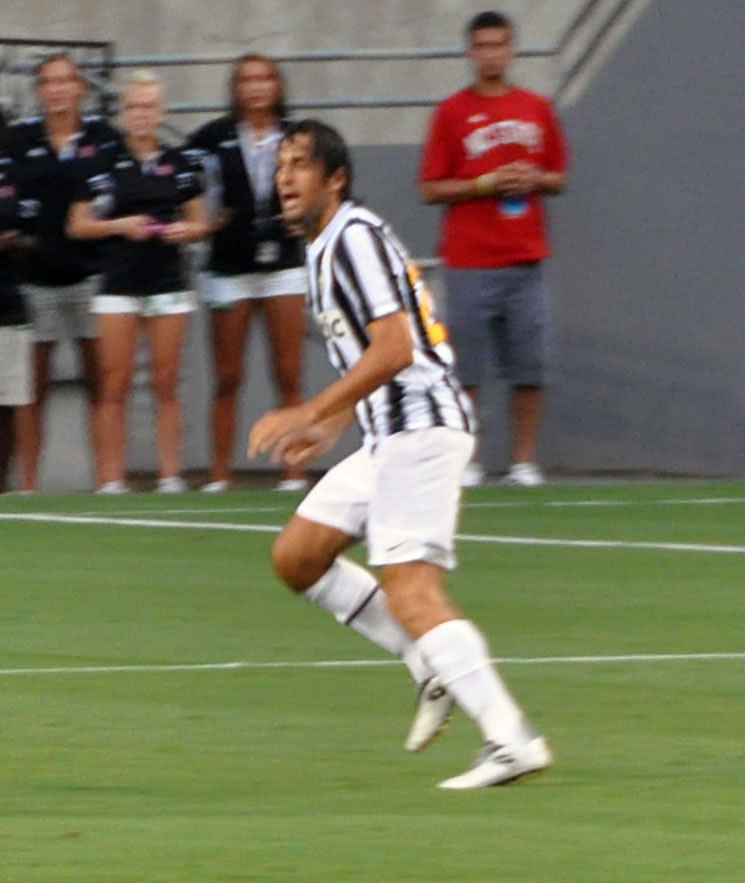
Toni in azione alla Juventus nell'estate 2011

Il 7 gennaio 2011 la Juventus raggiunge l'accordo con il Genoa per l'acquisizione a titolo gratuito del giocatore, nella stessa sessione invernale di calciomercato. Esordisce in Serie A due giorni dopo, giocando titolare nella partita in trasferta contro il Napoli, dove la Juventus perde per 3-0. Il 5 febbraio mette a segno il 100º gol in Serie A e il primo gol in bianconero nella trasferta contro il Cagliari vinta per 3-1 dai bianconeri. Chiude la seconda parte di stagione con 14 presenze e 2 reti in campionato e una presenza in Coppa Italia per un totale di 15 presenze e 2 gol.
La stagione successiva viene relegato ai margini della squadra futura campione, in quanto non facente parte dei piani tecnici del nuovo allenatore Antonio Conte. Ha segnato tuttavia il primo gol in assoluto allo Juventus Stadium nella partita amichevole contro il Notts County (1-1), che ha inaugurato l'impianto l'8 settembre 2011.

##### Al Nasr e ritorno alla Fiorentina
Il 30 gennaio 2012 si trasferisce a titolo definitivo all'Al Nasr di Dubai. All'esordio con la nuova maglia segna il gol del 2-1 decisivo per la vittoria esterna contro l'Ajman nella 13ª giornata di UAE League. Il 7 marzo debutta anche nella Champions League asiatica nella prima partita della fase a gironi persa per 1-0 in trasferta contro gli iraniani del Sepahan.
A fine stagione, dopo 13 presenze e 5 gol segnati, 8 (3) in UAE Pro-League, 2 (2) in Etisalat Emirates Cup e 3 (0) in AFC Champions League, risolve consensualmente il contratto con la squadra araba.
Il 31 agosto 2012, ultimo giorno di calciomercato, a 35 anni viene tesserato da svincolato dalla Fiorentina allenata da Vincenzo Montella, tornando così a vestire la maglia viola a cinque anni dalla sua ultima partita coi toscani. Segna il suo primo gol dal ritorno a Firenze all'esordio, dopo 87 secondi, in occasione della terza giornata di campionato, contro il Catania (vittoria per 2-0). Chiude la stagione con 8 reti in 27 presenze di campionato.

##### Verona
Dopo la scadenza del contratto con la Fiorentina, nell'estate 2013, a 36 anni, firma per il Verona. Il 24 agosto, nella prima giornata di campionato, segna la doppietta con cui gli scaligeri rimontano il Milan. Chiude il torneo con 20 marcature, superando i record di Gianni Bui e Domenico Penzo (fermi a 15) per il maggior numero di gol in un singolo campionato con la formazione veneta.
Il 14 dicembre 2014 disputa la sua trecentesima partita in A, segnando contro l'Udinese il 300º gol da professionista. Il 26 aprile 2015, realizzando due reti al Sassuolo, diviene il marcatore più prolifico del club in massima serie: sorpassa Mascetti, autore di 35 gol dal 1968 al 1979. Termina la sua seconda stagione al Verona come capocannoniere del campionato con 22 reti realizzate in 38 partite, al pari di Mauro Icardi. Strappa così a Dario Hübner il primato di cannoniere più longevo, risultando anche il primo giocatore dell'Hellas a vincere la classifica dei realizzatori. Inoltre, è il primo italiano a spiccare in graduatoria con due squadre diverse: in senso assoluto, condivide questo record con Zlatan Ibrahimović e Ciro Immobile.
Nella sua terza e ultima stagione a Verona gioca meno, ma realizza comunque 6 reti in 23 partite di campionato. A segno nel derby veronese del 20 febbraio 2016 (gol che gli permette di eguagliare Federico Cossato nella classifica marcatori delle stracittadine), annuncia il suo ritiro nel maggio successivo. La sua ultima partita in carriera è quella vinta 2-1 contro la Juventus l'8 maggio 2016, in cui a quasi 39 anni realizza su calcio di rigore il suo 157º gol in Serie A.

#### Nazionale

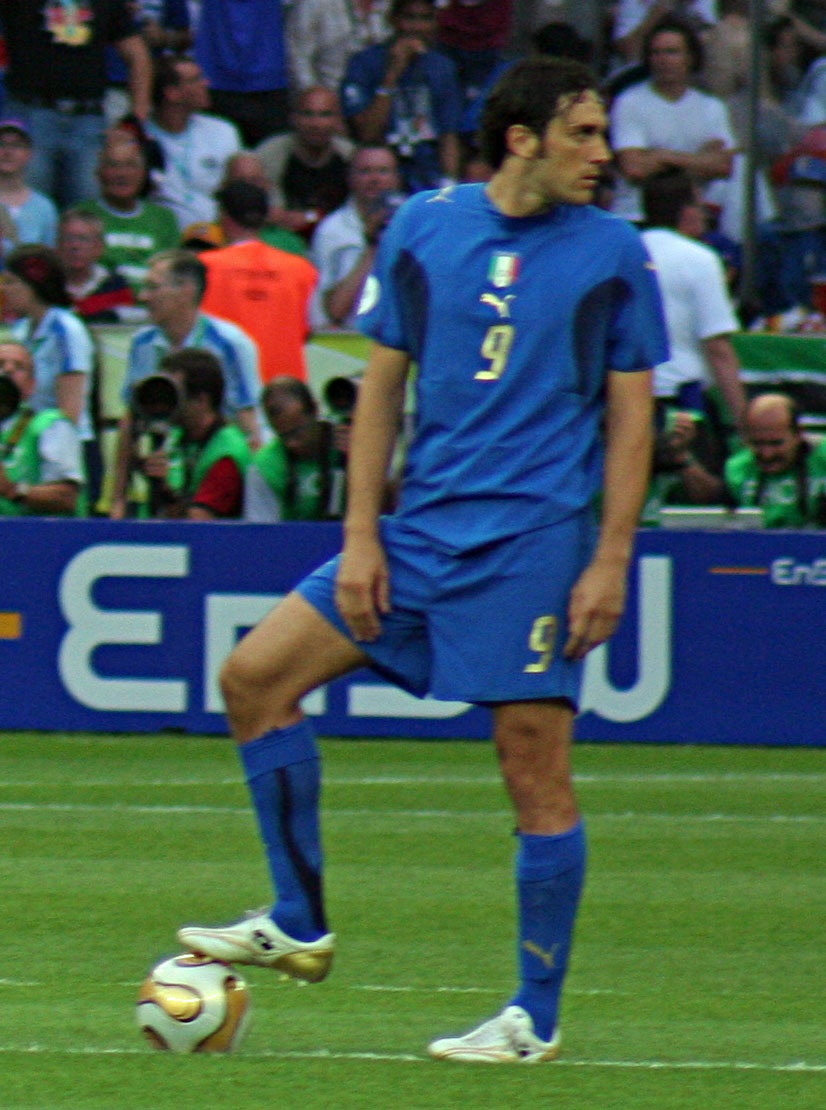
Toni in nazionale maggiore durante la vittoriosa finale del

Dopo aver condotto il Palermo al ritorno in Serie A, fu convocato in nazionale da Marcello Lippi. Fece il suo esordio il 18 agosto 2004, a 27 anni, entrando al posto di Bazzani nel secondo tempo della partita amichevole persa 2-0 contro l'Islanda a Reykjavík. Il successivo 4 settembre, a Palermo, nella partita contro la Norvegia valida per le qualificazioni mondiali, segnò da subentrato la sua prima rete in nazionale e il gol della vittoria per 2-1.
Il 7 settembre 2005, firmò una tripletta nell'incontro vinto per 4-1 contro la Bielorussia a Minsk: divenne, in tal modo, il primo calciatore della Fiorentina a segnare 3 reti in maglia azzurra. Prese parte come centravanti titolare al Mondiale 2006 vinto dall'Italia, dove realizzò una doppietta contro l'Ucraina nei quarti di finale, mentre gli fu annullato un gol nella finale vinta ai rigori contro la Francia. Al pari di Materazzi, risultò capocannoniere della squadra azzurra con 2 reti realizzate durante la manifestazione.
Sotto la gestione del CT Roberto Donadoni contribuì alla qualificazione per l'Europeo 2008 con 5 reti nel girone eliminatorio, ma durante la fase finale, nella quale l'Italia fu eliminata ai quarti, non andò invece mai a segno. Tornò al gol in nazionale il 19 novembre 2008 nell'amichevole contro la Grecia (1-1) ad Atene, dopo un digiuno di nove partite iniziato dopo la marcatura al Portogallo del 6 febbraio precedente.
Uscì infine dal giro della nazionale dopo la sua partecipazione alla Confederations Cup 2009 in Sudafrica, e chiuse la sua esperienza in azzurro con 16 gol in 47 presenze.

### Dopo il ritiro
Nel giugno 2016, terminata la carriera da calciatore, rimane nei ranghi del Verona come consulente. Nel successivo settembre partecipa al corso per l’abilitazione a direttore sportivo indetto dal Settore Tecnico della FIGC: si diploma il 28 novembre. Nel frattempo è opinionista su Mediaset Premium.

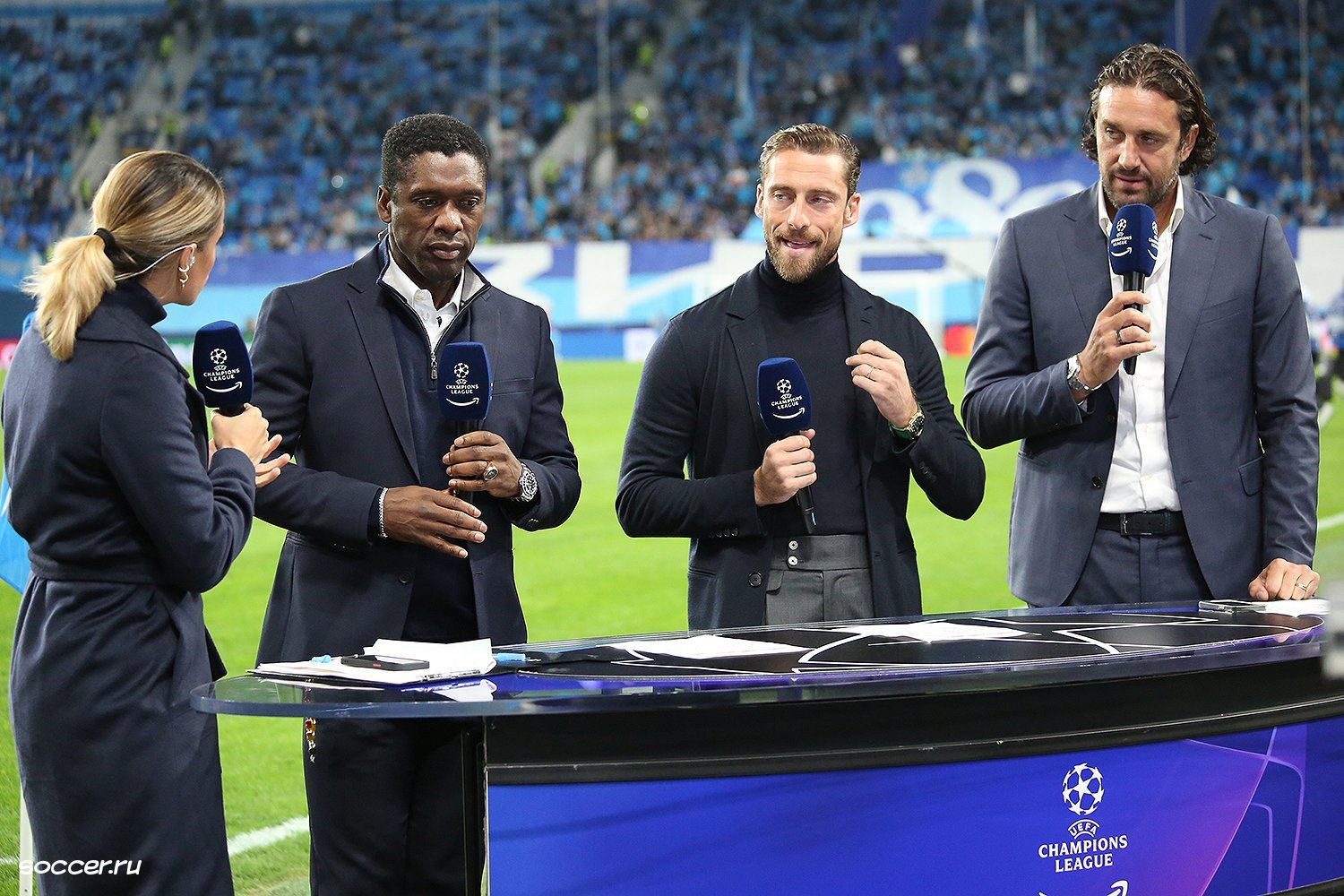
Da destra: Toni con gli ex colleghi Claudio Marchisio e Clarence Seedorf e la giornalista Giulia Mizzoni, al commento per Prime Video in occasione della UEFA Champions League 2021-2022.

Il 28 giugno 2017 viene ufficializzata la conclusione del rapporto professionale con il Verona per attriti con il direttore sportivo Filippo Fusco. Nell’autunno successivo, inizia a seguire il corso speciale per allenatori UEFA B/UEFA A, che abilita all'allenamento di tutte le formazioni giovanili, alle prime squadre fino alla Serie C, e alla posizione di allenatore in seconda in Serie B e Serie A. Il 15 dicembre consegue la licenza.
Da settembre è opinionista su TV8 per l'Europa League e il talk show “L’Italia Chiamò”. Due anni dopo diventa opinionista di 90º minuto su Rai 2.
Nel settembre 2020 ottiene l'abilitazione per Allenatore Professionista di Prima Categoria - UEFA Pro. Sarà poi anche opinionista di Notti Europee e dei pre e post-partita dell’Europeo all’Auditorium del Foro Italico. Sempre nell’estate del 2021 entra a far parte della squadra dei talent di Amazon Prime Video che commenterà le gare di Champions League; manterrà anche il ruolo in Rai affiancando Paola Ferrari insieme a Lele Adani nei pre e post-partita delle partite della Nazionale. Nell’estate del 2022 entra a far parte della squadra di DAZN mantenendo il ruolo su Prime Video anche per le stagioni seguenti.

## Statistiche

### Presenze e reti nei club
Tra club e nazionale maggiore, Toni ha giocato globalmente 705 partite segnando 324 reti, alla media di 0,46 gol a partita.
Statistiche aggiornate al termine della carriera da calciatore.
| Stagione             | Squadra              | Campionato           | Campionato | Campionato | Coppe nazionali | Coppe nazionali | Coppe nazionali | Coppe continentali | Coppe continentali | Coppe continentali | Altre coppe | Altre coppe | Altre coppe | Totale | Totale |
| Stagione             | Squadra              | Comp                 | Pres       | Reti       | Comp            | Pres            | Reti            | Comp               | Pres               | Reti               | Comp        | Pres        | Reti        | Pres   | Reti   |
| -------------------- | -------------------- | -------------------- | ---------- | ---------- | --------------- | --------------- | --------------- | ------------------ | ------------------ | ------------------ | ----------- | ----------- | ----------- | ------ | ------ |
| 1994-1995            | Modena               | C1                   | 7+2        | 2+1        | CI-C            | 0               | 0               | -                  | -                  | -                  | -           | -           | -           | 9      | 3      |
| 1995-1996            | Modena               | C1                   | 25         | 5          | CI-C            | 0               | 0               | -                  | -                  | -                  | -           | -           | -           | 25     | 5      |
| Totale Modena        | Totale Modena        | Totale Modena        | 32+2       | 7+1        |                 | 0               | 0               |                    | -                  | -                  |             | -           | -           | 34     | 8      |
| 1996-1997            | Empoli               | B                    | 3          | 1          | CI              | 0               | 0               | -                  | -                  | -                  | -           | -           | -           | 3      | 1      |
| 1997-1998            | Fiorenzuola          | C1                   | 26         | 2          | CI-C            | 4               | 2               | -                  | -                  | -                  | -           | -           | -           | 30     | 4      |
| 1998-1999            | Lodigiani            | C1                   | 31         | 15         | CI-C            | 2               | 1               | -                  | -                  | -                  | -           | -           | -           | 33     | 16     |
| 1999-2000            | Treviso              | B                    | 35         | 15         | CI              | 4               | 1               | -                  | -                  | -                  | -           | -           | -           | 39     | 16     |
| 2000-2001            | Vicenza              | A                    | 31         | 9          | CI              | 2               | 0               | -                  | -                  | -                  | -           | -           | -           | 33     | 9      |
| 2001-2002            | Brescia              | A                    | 28         | 13         | CI              | 4               | 1               | Int                | 2                  | 0                  | -           | -           | -           | 34     | 14     |
| 2002-2003            | Brescia              | A                    | 16         | 2          | CI              | 0               | 0               | -                  | -                  | -                  | -           | -           | -           | 16     | 2      |
| Totale Brescia       | Totale Brescia       | Totale Brescia       | 44         | 15         |                 | 4               | 1               |                    | 2                  | 0                  |             | -           | -           | 50     | 16     |
| 2003-2004            | Palermo              | B                    | 45         | 30         | CI              | 2               | 0               | -                  | -                  | -                  | -           | -           | -           | 47     | 30     |
| 2004-2005            | Palermo              | A                    | 35         | 20         | CI              | 1               | 1               | -                  | -                  | -                  | -           | -           | -           | 36     | 21     |
| Totale Palermo       | Totale Palermo       | Totale Palermo       | 80         | 50         |                 | 3               | 1               |                    | -                  | -                  |             | -           | -           | 83     | 51     |
| 2005-2006            | Fiorentina           | A                    | 38         | 31         | CI              | 4               | 2               | -                  | -                  | -                  | -           | -           | -           | 42     | 33     |
| 2006-2007            | Fiorentina           | A                    | 29         | 16         | CI              | 0               | 0               | -                  | -                  | -                  | -           | -           | -           | 29     | 16     |
| 2007-2008            | Bayern Monaco        | BL                   | 31         | 24         | CG+CdL          | 4+0             | 5               | CU                 | 11                 | 10                 | -           | -           | -           | 46     | 39     |
| 2008-2009            | Bayern Monaco        | BL                   | 25         | 14         | CG              | 2               | 1               | UCL                | 8                  | 3                  | -           | -           | -           | 35     | 18     |
| set.2009             | Bayern Monaco II     | 3. Liga              | 2          | 0          | -               | -               | -               | -                  | -                  | -                  | -           | -           | -           | 2      | 0      |
| 2009-gen. 2010       | Bayern Monaco        | BL                   | 4          | 0          | CG              | 2               | 1               | UCL                | 2                  | 0                  | -           | -           | -           | 8      | 1      |
| Totale Bayern Monaco | Totale Bayern Monaco | Totale Bayern Monaco | 60         | 38         |                 | 8               | 7               |                    | 21                 | 13                 |             | -           | -           | 89     | 58     |
| gen.-giu. 2010       | Roma                 | A                    | 15         | 5          | CI              | 2               | 0               | UEL                | 0                  | 0                  | -           | -           | -           | 17     | 5      |
| 2010-gen. 2011       | Genoa                | A                    | 16         | 3          | CI              | 2               | 4               | -                  | -                  | -                  | -           | -           | -           | 18     | 7      |
| gen.-giu. 2011       | Juventus             | A                    | 14         | 2          | CI              | 1               | 0               | UEL                | 0                  | 0                  | -           | -           | -           | 15     | 2      |
| 2011-gen. 2012       | Juventus             | A                    | 0          | 0          | CI              | 0               | 0               | -                  | -                  | -                  | -           | -           | -           | 0      | 0      |
| Totale Juventus      | Totale Juventus      | Totale Juventus      | 14         | 2          |                 | 1               | 0               |                    | 0                  | 0                  |             | -           | -           | 15     | 2      |
| gen.-giu. 2012       | Al-Nasr              | FL                   | 8          | 3          | CdP             | 0               | 0               | ACL                | 3                  | 0                  | EEC         | 2           | 2           | 13     | 5      |
| 2012-2013            | Fiorentina           | A                    | 27         | 8          | CI              | 1               | 0               | -                  | -                  | -                  | -           | -           | -           | 28     | 8      |
| Totale Fiorentina    | Totale Fiorentina    | Totale Fiorentina    | 94         | 55         |                 | 5               | 2               |                    | -                  | -                  |             | -           | -           | 99     | 57     |
| 2013-2014            | Verona               | A                    | 34         | 20         | CI              | 2               | 1               | -                  | -                  | -                  | -           | -           | -           | 36     | 21     |
| 2014-2015            | Verona               | A                    | 38         | 22         | CI              | 1               | 1               | -                  | -                  | -                  | -           | -           | -           | 39     | 23     |
| 2015-2016            | Verona               | A                    | 23         | 6          | CI              | 2               | 1               | -                  | -                  | -                  | -           | -           | -           | 25     | 7      |
| Totale Verona        | Totale Verona        | Totale Verona        | 95         | 48         |                 | 5               | 3               |                    | -                  | -                  |             | -           | -           | 100    | 51     |
| Totale carriera      | Totale carriera      | Totale carriera      | 588        | 269        |                 | 42              | 22              |                    | 26                 | 13                 |             | 2           | 2           | 658    | 306    |

### Cronologia presenze e reti in nazionale
| Cronologia completa delle presenze e delle reti in nazionale ― Italia | Cronologia completa delle presenze e delle reti in nazionale ― Italia | Cronologia completa delle presenze e delle reti in nazionale ― Italia | Cronologia completa delle presenze e delle reti in nazionale ― Italia | Cronologia completa delle presenze e delle reti in nazionale ― Italia | Cronologia completa delle presenze e delle reti in nazionale ― Italia | Cronologia completa delle presenze e delle reti in nazionale ― Italia | Cronologia completa delle presenze e delle reti in nazionale ― Italia |
| Data                                                                  | Città                                                                 | In casa                                                               | Risultato                                                             | Ospiti                                                                | Competizione                                                          | Reti                                                                  | Note                                                                  |
| --------------------------------------------------------------------- | --------------------------------------------------------------------- | --------------------------------------------------------------------- | --------------------------------------------------------------------- | --------------------------------------------------------------------- | --------------------------------------------------------------------- | --------------------------------------------------------------------- | --------------------------------------------------------------------- |
| 18-8-2004                                                             | Reykjavík                                                             | Islanda                                                               | 2 – 0                                                                 | Italia                                                                | Amichevole                                                            | -                                                                     | 56’                                                                   |
| 4-9-2004                                                              | Palermo                                                               | Italia                                                                | 2 – 1                                                                 | Norvegia                                                              | Qual. Mondiali 2006                                                   | 1                                                                     | 74’                                                                   |
| 8-9-2004                                                              | Chișinău                                                              | Moldavia                                                              | 0 – 1                                                                 | Italia                                                                | Qual. Mondiali 2006                                                   | -                                                                     | 80’                                                                   |
| 9-10-2004                                                             | Celje                                                                 | Slovenia                                                              | 1 – 0                                                                 | Italia                                                                | Qual. Mondiali 2006                                                   | -                                                                     | 68’                                                                   |
| 17-11-2004                                                            | Messina                                                               | Italia                                                                | 1 – 0                                                                 | Finlandia                                                             | Amichevole                                                            | -                                                                     | 69’                                                                   |
| 26-3-2005                                                             | Milano                                                                | Italia                                                                | 2 – 0                                                                 | Scozia                                                                | Qual. Mondiali 2006                                                   | -                                                                     | 82’                                                                   |
| 30-3-2005                                                             | Padova                                                                | Italia                                                                | 0 – 0                                                                 | Islanda                                                               | Amichevole                                                            | -                                                                     | 46’                                                                   |
| 4-6-2005                                                              | Oslo                                                                  | Norvegia                                                              | 0 – 0                                                                 | Italia                                                                | Qual. Mondiali 2006                                                   | -                                                                     | 56’                                                                   |
| 8-6-2005                                                              | Toronto                                                               | Italia                                                                | 1 – 1                                                                 | Serbia e Montenegro                                                   | Amichevole                                                            | -                                                                     | 46’                                                                   |
| 11-6-2005                                                             | New York                                                              | Italia                                                                | 1 – 1                                                                 | Ecuador                                                               | Amichevole                                                            | 1                                                                     | Cap. 46’                                                              |
| 3-9-2005                                                              | Glasgow                                                               | Scozia                                                                | 1 – 1                                                                 | Italia                                                                | Qual. Mondiali 2006                                                   | -                                                                     | 71’                                                                   |
| 7-9-2005                                                              | Minsk                                                                 | Bielorussia                                                           | 1 – 4                                                                 | Italia                                                                | Qual. Mondiali 2006                                                   | 3                                                                     | 65’                                                                   |
| 8-10-2005                                                             | Palermo                                                               | Italia                                                                | 1 – 0                                                                 | Slovenia                                                              | Qual. Mondiali 2006                                                   | -                                                                     | 87’                                                                   |
| 12-11-2005                                                            | Amsterdam                                                             | Paesi Bassi                                                           | 1 – 3                                                                 | Italia                                                                | Amichevole                                                            | 1                                                                     | 68’                                                                   |
| 16-11-2005                                                            | Ginevra                                                               | Italia                                                                | 1 – 1                                                                 | Costa d'Avorio                                                        | Amichevole                                                            | -                                                                     | 46’                                                                   |
| 1-3-2006                                                              | Firenze                                                               | Italia                                                                | 4 – 1                                                                 | Germania                                                              | Amichevole                                                            | 1                                                                     |                                                                       |
| 31-5-2006                                                             | Ginevra                                                               | Svizzera                                                              | 1 – 1                                                                 | Italia                                                                | Amichevole                                                            | -                                                                     | 46’                                                                   |
| 2-6-2006                                                              | Losanna                                                               | Italia                                                                | 0 – 0                                                                 | Ucraina                                                               | Amichevole                                                            | -                                                                     | 58’                                                                   |
| 12-6-2006                                                             | Hannover                                                              | Italia                                                                | 2 – 0                                                                 | Ghana                                                                 | Mondiali 2006 - 1º turno                                              | -                                                                     | 82’                                                                   |
| 17-6-2006                                                             | Kaiserslautern                                                        | Italia                                                                | 1 – 1                                                                 | Stati Uniti                                                           | Mondiali 2006 - 1º turno                                              | -                                                                     | 61’                                                                   |
| 26-6-2006                                                             | Kaiserslautern                                                        | Italia                                                                | 1 – 0                                                                 | Australia                                                             | Mondiali 2006 - Ottavi di finale                                      | -                                                                     | 56’                                                                   |
| 30-6-2006                                                             | Amburgo                                                               | Italia                                                                | 3 – 0                                                                 | Ucraina                                                               | Mondiali 2006 - Quarti di finale                                      | 2                                                                     |                                                                       |
| 4-7-2006                                                              | Dortmund                                                              | Germania                                                              | 0 – 2 dts                                                             | Italia                                                                | Mondiali 2006 - Semifinale                                            | -                                                                     | 74’                                                                   |
| 9-7-2006                                                              | Berlino                                                               | Italia                                                                | 1 – 1 dts (5 – 3 dtr)                                                 | Francia                                                               | Mondiali 2006 - Finale                                                | -                                                                     | 4º titolo mondiale                                                    |
| 7-10-2006                                                             | Roma                                                                  | Italia                                                                | 2 – 0                                                                 | Ucraina                                                               | Qual. Euro 2008                                                       | 1                                                                     | 85’                                                                   |
| 11-10-2006                                                            | Tbilisi                                                               | Georgia                                                               | 1 – 3                                                                 | Italia                                                                | Qual. Euro 2008                                                       | -                                                                     |                                                                       |
| 28-3-2007                                                             | Bari                                                                  | Italia                                                                | 2 – 0                                                                 | Scozia                                                                | Qual. Euro 2008                                                       | 2                                                                     | 87’                                                                   |
| 22-8-2007                                                             | Budapest                                                              | Ungheria                                                              | 3 – 1                                                                 | Italia                                                                | Amichevole                                                            | -                                                                     | 46’                                                                   |
| 13-10-2007                                                            | Genova                                                                | Italia                                                                | 2 – 0                                                                 | Georgia                                                               | Qual. Euro 2008                                                       | -                                                                     |                                                                       |
| 17-11-2007                                                            | Glasgow                                                               | Scozia                                                                | 1 – 2                                                                 | Italia                                                                | Qual. Euro 2008                                                       | 1                                                                     | 45’                                                                   |
| 21-11-2007                                                            | Modena                                                                | Italia                                                                | 3 – 1                                                                 | Fær Øer                                                               | Qual. Euro 2008                                                       | 1                                                                     | 74’                                                                   |
| 6-2-2008                                                              | Zurigo                                                                | Italia                                                                | 3 – 1                                                                 | Portogallo                                                            | Amichevole                                                            | 1                                                                     | 71’                                                                   |
| 26-3-2008                                                             | Elche                                                                 | Spagna                                                                | 1 – 0                                                                 | Italia                                                                | Amichevole                                                            | -                                                                     | 46’                                                                   |
| 30-5-2008                                                             | Firenze                                                               | Italia                                                                | 3 – 1                                                                 | Belgio                                                                | Amichevole                                                            | -                                                                     | 76’                                                                   |
| 9-6-2008                                                              | Berna                                                                 | Paesi Bassi                                                           | 3 – 0                                                                 | Italia                                                                | Euro 2008 - 1º turno                                                  | -                                                                     | 27’                                                                   |
| 13-6-2008                                                             | Zurigo                                                                | Italia                                                                | 1 – 1                                                                 | Romania                                                               | Euro 2008 - 1º turno                                                  | -                                                                     |                                                                       |
| 17-6-2008                                                             | Zurigo                                                                | Francia                                                               | 0 – 2                                                                 | Italia                                                                | Euro 2008 - 1º turno                                                  | -                                                                     |                                                                       |
| 22-6-2008                                                             | Vienna                                                                | Spagna                                                                | 0 – 0 dts (4 – 2 dtr)                                                 | Italia                                                                | Euro 2008 - Quarti di finale                                          | -                                                                     |                                                                       |
| 6-9-2008                                                              | Larnaca                                                               | Cipro                                                                 | 1 – 2                                                                 | Italia                                                                | Qual. Mondiali 2010                                                   | -                                                                     | 35’ - 46’                                                             |
| 10-9-2008                                                             | Udine                                                                 | Italia                                                                | 2 – 0                                                                 | Georgia                                                               | Qual. Mondiali 2010                                                   | -                                                                     | 70’                                                                   |
| 11-10-2008                                                            | Sofia                                                                 | Bulgaria                                                              | 0 – 0                                                                 | Italia                                                                | Qual. Mondiali 2010                                                   | -                                                                     | 73’ - 90+1’                                                           |
| 19-11-2008                                                            | Atene                                                                 | Grecia                                                                | 1 – 1                                                                 | Italia                                                                | Amichevole                                                            | 1                                                                     | 60’                                                                   |
| 10-2-2009                                                             | Londra                                                                | Brasile                                                               | 2 – 0                                                                 | Italia                                                                | Amichevole                                                            | -                                                                     | 46’                                                                   |
| 10-6-2009                                                             | Pretoria                                                              | Italia                                                                | 4 – 3                                                                 | Nuova Zelanda                                                         | Amichevole                                                            | -                                                                     | 60’                                                                   |
| 15-6-2009                                                             | Pretoria                                                              | Stati Uniti                                                           | 1 – 3                                                                 | Italia                                                                | Conf. Cup 2009 - 1º turno                                             | -                                                                     | 69’                                                                   |
| 18-6-2009                                                             | Johannesburg                                                          | Egitto                                                                | 1 – 0                                                                 | Italia                                                                | Conf. Cup 2009 - 1º turno                                             | -                                                                     | 58’                                                                   |
| 21-6-2009                                                             | Pretoria                                                              | Italia                                                                | 0 – 3                                                                 | Brasile                                                               | Conf. Cup 2009 - 1º turno                                             | -                                                                     | 57’                                                                   |
| Totale                                                                |                                                                       | Presenze (53º posto)                                                  | 47                                                                    |                                                                       | Reti (16º posto)                                                      | 16                                                                    |                                                                       |

### Record
- Unico calciatore italiano insieme a Christian Vieri (in Primera División) e all'oriundo Delio Onnis (nella Division 1) ad aver vinto la classifica di capocannoniere in uno dei quattro principali campionati europei all'infuori dell'Italia (ovvero Inghilterra, Francia, Germania e Spagna).
- Unico giocatore italiano ad aver vinto la classifica marcatori in Bundesliga (24 reti).
- Primo calciatore italiano e secondo in assoluto ad aver vinto la classifica marcatori in Serie A con due maglie diverse (Fiorentina e Verona). Condivide il record con Zlatan Ibrahimović, primo a riuscirci, e Ciro Immobile.[88]
- Calciatore più anziano ad aver vinto la classifica marcatori della Serie A (38 anni).[8]
- Primo calciatore italiano a vincere la Scarpa d'oro, premio vinto in seguito da Francesco Totti e Ciro Immobile.[7]

#### Nel Brescia
- Calciatore più pagato della storia del club (30 miliardi di lire).[32]

#### Nel Verona
- Miglior marcatore della storia del club nella massima serie (48).[88]
- Unico calciatore nella storia del club ad aver vinto la classifica marcatori della Serie A.[88]
- Calciatore ad aver segnato più gol in una sola stagione nella massima serie (22).[82]
- Miglior rigorista in Serie A nella storia del club insieme a Giuseppe Galderisi (12).[118]

#### Nel Palermo
- Calciatore ad aver segnato più gol in una sola stagione in assoluto e in un singolo campionato (30).[33]
- Calciatore ad aver segnato più gol in un singolo campionato di Serie A (20)

#### Nella Fiorentina
- Calciatore ad aver segnato più gol in una sola stagione (31).[38]
- Unico calciatore ad aver vinto la Scarpa d'oro.[7]

## Palmarès

### Club
- Campionato italiano di Serie B: 1

Palermo: 2003-2004
- Coppa di Lega tedesca: 1

Bayern Monaco: 2007
- Campionato tedesco: 1

Bayern Monaco: 2007-2008
- Coppa di Germania: 1

Bayern Monaco: 2007-2008

### Nazionale
- Campionato mondiale: 1

Germania 2006

### Individuale
- Capocannoniere della Serie B: 1

2003-2004 (30 gol) (record)
- Capocannoniere della Serie A: 2

2005-2006 (31 gol), 2014-2015 (22 gol, a pari merito con Mauro Icardi)
- ESM Team of the Year: 1

2005-2006
- Guerin d'oro: 1

2005-2006
- Pallone d'argento: 1

2005-2006
- Scarpa d'oro: 1

2006
- All Star Team dei Mondiali: 1

Germania 2006
- Oscar del calcio AIC/Gran Galà del calcio AIC: 2

Migliore cannoniere: 2006
Squadra dell'anno: 2015
- Capocannoniere della Bundesliga: 1

2007-2008 (24 gol)
- Capocannoniere della Coppa UEFA: 1

2007-2008 (10 gol)
- Premio Nazionale Carriera Esemplare "Gaetano Scirea": 1

2015
- Premio nazionale Andrea Fortunato categoria calciatore: 1[119]

2016